# Anicolor-Tien 21
L'Anicolor-Tien 21, nota in passato come Barbot, Efapel, Glassdrive-Q8-Anicolor e Sabgal-Anicolor, è una squadra maschile portoghese di ciclismo su strada. Ha sede ad Águeda, e dal 2005 ha licenza di UCI Continental Team.

## Cronistoria

### Annuario
| Anno | Codice | Nome                   | Cat.        | Biciclette | Dirigenza                                                                                  |
| ---- | ------ | ---------------------- | ----------- | ---------- | ------------------------------------------------------------------------------------------ |
| 2020 | EFP    | Efapel                 | Continental | Giant      | Manager: Carlos Pereira Dir. sportivi: Carlos Pereira, Rúben Pereira, José Augusto Silva   |
| 2021 | EFP    | Efapel                 | Continental | Giant      | Manager: Rúben Pereira Dir. sportivi: Rúben Pereira, Carlos Pereira, José Augusto Silva    |
| 2022 | GCT    | Glassdrive-Q8-Anicolor | Continental | Canyon     | Manager: Rúben Pereira Dir. sportivi: Rúben Pereira, Carlos Pereira, José Augusto Silva    |
| 2023 | GCT    | Glassdrive-Q8-Anicolor | Continental | Canyon     | Manager: Carlos Pereira Dir. sportivi: Rúben Pereira, José Augusto Silva                   |
| 2024 | SAT    | Sabgal-Anicolor        | Continental | Canyon     | Manager: Carlos Pereira Dir. sportivi: Rúben Pereira, José Augusto Silva                   |
| 2025 | ATI    | Anicolor-Tien 21       | Continental | Canyon     | Manager: Carlos Pereira Dir. sportivi: Rúben Pereira, Paulo Figueiredo, José Augusto Silva |

## Organico 2025
Aggiornato al 15 giugno 2025.

### Staff tecnico
|  | Naz.                  | Ruolo | Sportivo           |  |  |  |
|  | --------------------- | ----- | ------------------ |  |  |  |
|  | Portogallo (bandiera) | GM    | Carlos Pereira     |  |  |  |
|  | Portogallo (bandiera) | DS    | Rúben Pereira      |  |  |  |
|  | Portogallo (bandiera) | DS    | Paulo Figueiredo   |  |  |  |
|  | Portogallo (bandiera) | DS    | José Augusto Silva |  |  |  |

### Rosa
|  | Naz.                     |  | Sportivo         | Anno |  |  |
|  | ------------------------ |  | ---------------- | ---- |  |  |
|  | Spagna (bandiera)        |  | Xavier Cañellas  | 1997 |  |  |
|  | Portogallo (bandiera)    |  | Fábio Costa      | 1999 |  |  |
|  | Portogallo (bandiera)    |  | André Dutra      | 2006 |  |  |
|  | Portogallo (bandiera)    |  | Paulo Fernandes  | 2006 |  |  |
|  | Spagna (bandiera)        |  | Rubén Fernández  | 1991 |  |  |
|  | Portogallo (bandiera)    |  | Tiago Gonçalves  | 2005 |  |  |
|  | Spagna (bandiera)        |  | Guillermo García | 1999 |  |  |
|  | Francia (bandiera)       |  | Alexis Guérin    | 1992 |  |  |
|  | Spagna (bandiera)        |  | Victor Martínez  | 1985 |  |  |
|  | Russia (bandiera)        |  | Artëm Nyč        | 1995 |  |  |
|  | Portogallo (bandiera)    |  | Gonçalo Oliveira | 2001 |  |  |
|  | Portogallo (bandiera)    |  | Rafael Reis      | 1992 |  |  |
|  | Portogallo (bandiera)    |  | Pedro Silva      | 2001 |  |  |
|  | Portogallo (bandiera)    |  | José Sousa       | 1999 |  |  |
|  | Gran Bretagna (bandiera) |  | Harrison Wood    | 2000 |  |  |